# Авинмул
Авинмул (англ. Awinmul), также авинмил (англ. Awinmil), — коренной народ Северной территории Австралии.
Авинмул занимают 4700 кв. км от Brocks Creek до водопада Эдит и устья реки Мэри. На севере авинмул граничат с авараи.
Из-за продолжительной и сильной засухи в начале XX века, количество авинмул резко сократилось.